# George Frederik Karel van Brandenburg-Bayreuth
George Frederik Karel van Brandenburg-Bayreuth (Sulzbürg, 19 juni 1688 – Bayreuth, 17 mei 1735) was van 1708 tot aan zijn dood titulair markgraaf van Brandenburg-Kulmbach en van 1726 tot aan zijn dood markgraaf van Brandenburg-Bayreuth. Hij behoorde tot het huis Hohenzollern.

## Levensloop
George Frederik Karel was de oudste zoon van Christiaan Hendrik van Brandenburg-Bayreuth en Sophie Christiane van Wolfstein, dochter van graaf Albrecht Frederik van Wolfstein.
Van 1700 tot 1704 ondernam hij een grand tour doorheen Denemarken, Frankrijk en de Republiek der Zeven Verenigde Nederlanden, waarna hij vier jaar lang aan de Universiteit van Utrecht studeerde. Na de dood van zijn vader in 1708 keerde hij terug naar zijn familie, die sinds 1704 in het Slot van Weferlingen resideerde. Dat slot kreeg de familie in 1704 in apanage toegewezen van koning Frederik I van Pruisen, nadat zijn bankroete vader in het Verdrag van Schönberg zijn erfopvolgingsrecht in de Frankische bezittingen van het huis Hohenzollern opgegeven had ten voordele van Pruisen. 
Na de dood van zijn vader in 1708 werd George Frederik Karel titulair markgraaf van Brandenburg-Kulmbach. Hij streefde onmiddellijk het opheffen van het Verdrag van Schönberg na en werd daarin gesteund door de Frankische Staten, die de annexatie van de Frankische Kreits door Pruisen niet wilden. Uiteindelijk werd het Verdrag van Schönberg in 1722 na lange en zware conflicten opgeheven, waarbij George Frederik Karel echter hoge financiële belastingen moest betalen. 
Na het overlijden van zijn achterneef George Willem van Brandenburg-Bayreuth in 1726 kon hij zonder veel problemen de regering in het markgraafschap overnemen. Na zijn regeringsovername besteedde hij veel aandacht aan de verbetering van de beroerde staatsfinanciën, die door het opheffen van het Verdrag van Schönberg ontstaan was, en concentreerde hij zich voornamelijk op de interne regering. Ook promootte hij het onderwijs voor weeskinderen. 
In zijn laatste levensjaren bouwde hij het Slot van Himmelkron verder uit, waar hij van plan was om zich terug te trekken. Ook voerde hij belangrijke bouwwerken uit in de stad Bayreuth en liet hij vanaf 1731 de Stadskerk van Münchberg heropbouwen, die in 1729 door een brand was verwoest.
In mei 1735 stierf George Frederik Karel op 46-jarige leeftijd.

## Huwelijk en nakomelingen
Op 17 april 1709 huwde hij met Dorothea (1685-1761), dochter van hertog Frederik Lodewijk van Sleeswijk-Holstein-Sonderburg-Beck. Ze kregen vijf kinderen:
- Sophie Christiane Louise (1710-1739), huwde in 1731 met vorst Alexander Ferdinand van Thurn und Taxis
- Frederik (1711-1763), markgraaf van Brandenburg-Bayreuth
- Willem Ernst (1712-1733)
- Sophie Charlotte Albertina (1713-1747), huwde in 1734 met hertog Ernst August I van Saksen-Weimar-Eisenach
- Wilhelmina Sophia (1714-1749), huwde in 1734 met hertog Karel Edzard van Oost-Friesland

### Voorouders
| Kwartierstaat van George Frederik Karel van Brandenburg-Bayreuth | Kwartierstaat van George Frederik Karel van Brandenburg-Bayreuth                                                                | Kwartierstaat van George Frederik Karel van Brandenburg-Bayreuth                                                                | Kwartierstaat van George Frederik Karel van Brandenburg-Bayreuth                                                                | Kwartierstaat van George Frederik Karel van Brandenburg-Bayreuth                                                                | Kwartierstaat van George Frederik Karel van Brandenburg-Bayreuth                              | Kwartierstaat van George Frederik Karel van Brandenburg-Bayreuth                              | Kwartierstaat van George Frederik Karel van Brandenburg-Bayreuth                              | Kwartierstaat van George Frederik Karel van Brandenburg-Bayreuth                              |
| ---------------------------------------------------------------- | --- | --- | --- | --- | --------------------------------------------------------------------------------------------- | --------------------------------------------------------------------------------------------- | --------------------------------------------------------------------------------------------- | --------------------------------------------------------------------------------------------- |
| Overgrootouders                                                  | Christiaan van Brandenburg-Bayreuth (1581-1655) ∞ Maria van Pruisen (1579-1649)                                                 | Christiaan van Brandenburg-Bayreuth (1581-1655) ∞ Maria van Pruisen (1579-1649)                                                 | Filips van Sleeswijk-Holstein-Sonderburg-Glücksburg (1584-1663) ∞ Sophia Hedwig van Saksen-Lauenburg (1601-1660))               | Filips van Sleeswijk-Holstein-Sonderburg-Glücksburg (1584-1663) ∞ Sophia Hedwig van Saksen-Lauenburg (1601-1660))               | ? (1545–1622) ∞ ? (-)                                                                         | ? (1545–1622) ∞ ? (-)                                                                         | Wolfgang Georg zu Castell-Remlingen (–) ∞ Sophie Juliane von Hohenlohe-Pfedelbach (-)         | Wolfgang Georg zu Castell-Remlingen (–) ∞ Sophie Juliane von Hohenlohe-Pfedelbach (-)         |
| Grootouders                                                      | George Albrecht van Brandenburg-Bayreuth (1619-1666) ∞ Maria Elisabeth van Sleeswijk-Holstein-Sonderburg-Glücksburg (1628-1664) | George Albrecht van Brandenburg-Bayreuth (1619-1666) ∞ Maria Elisabeth van Sleeswijk-Holstein-Sonderburg-Glücksburg (1628-1664) | George Albrecht van Brandenburg-Bayreuth (1619-1666) ∞ Maria Elisabeth van Sleeswijk-Holstein-Sonderburg-Glücksburg (1628-1664) | George Albrecht van Brandenburg-Bayreuth (1619-1666) ∞ Maria Elisabeth van Sleeswijk-Holstein-Sonderburg-Glücksburg (1628-1664) | Albrecht Frederik van Wolfstein (1644-1693) ∞ Sophia Luise zu Castell-Remlingen (1645–1717)   | Albrecht Frederik van Wolfstein (1644-1693) ∞ Sophia Luise zu Castell-Remlingen (1645–1717)   | Albrecht Frederik van Wolfstein (1644-1693) ∞ Sophia Luise zu Castell-Remlingen (1645–1717)   | Albrecht Frederik van Wolfstein (1644-1693) ∞ Sophia Luise zu Castell-Remlingen (1645–1717)   |
| Ouders                                                           | Christiaan van Brandenburg-Bayreuth (1661-1708) ∞ Sophie Christiane van Wolfstein (1667-1737)                                   | Christiaan van Brandenburg-Bayreuth (1661-1708) ∞ Sophie Christiane van Wolfstein (1667-1737)                                   | Christiaan van Brandenburg-Bayreuth (1661-1708) ∞ Sophie Christiane van Wolfstein (1667-1737)                                   | Christiaan van Brandenburg-Bayreuth (1661-1708) ∞ Sophie Christiane van Wolfstein (1667-1737)                                   | Christiaan van Brandenburg-Bayreuth (1661-1708) ∞ Sophie Christiane van Wolfstein (1667-1737) | Christiaan van Brandenburg-Bayreuth (1661-1708) ∞ Sophie Christiane van Wolfstein (1667-1737) | Christiaan van Brandenburg-Bayreuth (1661-1708) ∞ Sophie Christiane van Wolfstein (1667-1737) | Christiaan van Brandenburg-Bayreuth (1661-1708) ∞ Sophie Christiane van Wolfstein (1667-1737) |
| George Frederik Karel van Brandenburg-Bayreuth (1688-1735)       | | | | |                                                                                               |                                                                                               |                                                                                               |                                                                                               |